# فايزة أمبا
فايزة صالح أمبا هي كاتبة ومخرجة أفلام سعودية وصحفية سابقة في الواشنطن بوست. كما أنها اشتهرت على أنها واحدة من أوائل الصحفيات السعوديات.

## مسار مهني ووظيفي
كانت واحدة من أوائل، إن لم تكن الأولى، الصحفيات السعوديات اللواتي كن مراسلات يعملن في مؤسسة إخبارية سعودية عندما انضمت إلى صحيفة الأخبار العربية في أواخر الثمانينات.
ابتداءً من عام 2006، عملت مراسلة لفترة في خدمة الواشنطن بوست في المملكة العربية السعودية. قبل ذلك، عملت لدى كريستشن ساينس مونيتور.
قبل كريستشن ساينس مونيتور، كانت فايزة كاتبة في وكالة أسوشيتيد برس ومقرها في الإمارات العربية المتحدة.
تركت وظيفتها كمراسلة خليجية لصحيفة واشنطن بوست في عام 2009 للتركيز على صناعة الأفلام واستكملت مؤخرًا برنامجًا صيفيًا في مدرسة USC للفنون السينمائية. قامت فايزة بتوثيق تجربتها في ورشة راوي لكتاب السيناريو التابع لمعهد صندانس (Sundance) في الأردن حيث شحذت مهاراتها في سرد القصص بتوجيه من المستشارين الإبداعيين.
عملت على سيناريو «مريم والعنكبوت» سنة 2010 وتم اختيارها للمشاركة في برنامج معهد صندانس.

## فيلم مريم
بعد قدومها إلى فرنسا عام 2011، حيث استقرت لمدة ثلاث سنوات وكونت صداقات مع الكثير من زملائها الفرنسيين تعرفت عن قرب على المجتمع الفرنسي، فاصدرت فيلم مريم.
تم إصدار فيلم في عام 2015 باللغة الفرنسية «مريم» من تأليفها وإخراجها وإنتاج الفرنسي جيروم بليترا، يتناول الفيلم معضلة الفتاة المسلمة الفرنسية من أبوين عربيين، والتي تبلغ من العمر 15 عاماً، حول ارتداء الحجاب بعد حظره في المدارس بموجب قانون فرنسي، عندما وافقت فرنسا على قرار منع ارتداء أي رمز ديني في المدارس الحكومية، حيث تواجه مريم العديد من التحديات من خلال هذا القانون بعدما بدأت حديثاً بارتداء الحجاب بعد أداء مناسك الحج مع جدتها، فتضطر لمواجهة المصاعب في المدرسة أو في الحياة العامة.
حاز الفيلم على جائزة المهر العربي «لجنة التحكيم الخاصة» في مهرجان دبي الدولي.

## سيناريو فيلم خيوط العنكبوت
وصل سيناريو فيلم خيوط العنكبوت إلى القائمة النهائية للترشيح لجائزة آي دبليو سي للمخرجين الخليجيين للمخرجة والصحافية السعودية فايزة أمبا ضمن أربعة أفلام خليجية وصلت إلى القائمة، بالإضافة إلى سيناريو فيلم "حصار" للكاتب البحريني أمين صالح، والمخرج البحريني حسين الرفاعي، وسيناريو فيلم "دلافين" للكاتب الإماراتي أحمد سالمين، والمخرج الإماراتي وليد الشحي، وسيناريو فيلم "شيابني هني" للكاتب والمخرج الكويتي زياد الحسيني."ترأست كيت بلانشيت لجنة تحكيم الجائزة وفاز وليد الشحي بجائزة أي دبليو سي عن «دلافين»

## مواقف
عبرت فايزة صالح أمبا عن نظرتها لتصرف الغرب تجاه المسلمين كاتبة مقال عنونته «إدانة المسلمين أمرٌ سهل ولكن حرية التعبير ليستْ كذلك».

## العائلة
كان والدها، الدكتور صالح أمبا، مؤسس جامعة البترول والمعادن بالظهران في المنطقة الشرقية عام 1962، وأول عميد لها. قبل اعتقاله في آواخر الستينات بعد خروج مظاهرات في مدينة الظهران ووجهت له تهمة الانتماء إلى الأحزاب العمالية والحقوقية السرية التي كانت تدعم حقوق العمال السعوديين في شركة أرامكو الأمريكية وقتها.

## وصلات خارجية
- فيلم مريم للمخرجة السعودية فايزة أمبا عل العربية.نت